# 二十八糎砲
二十八糎榴弾砲（にじゅうはちせんちりゅうだんほう）は、1880年代に大日本帝国陸軍が開発・採用した榴弾砲。対艦用の海岸砲として日本内地の海岸要塞に配備された。旧称は二十八珊米榴弾砲（にじゅうはちさんちめーとるりゅうだんほう）および二十八珊榴弾砲（にじゅうはちさんちりゅうだんほう）。
日露戦争の旅順攻囲戦では攻城砲として投入され、大口径砲が堅固な近代要塞への攻撃に有効であることが示された。この戦訓を受け、大口径砲の改良・開発が各国で進んだ。

## 概要

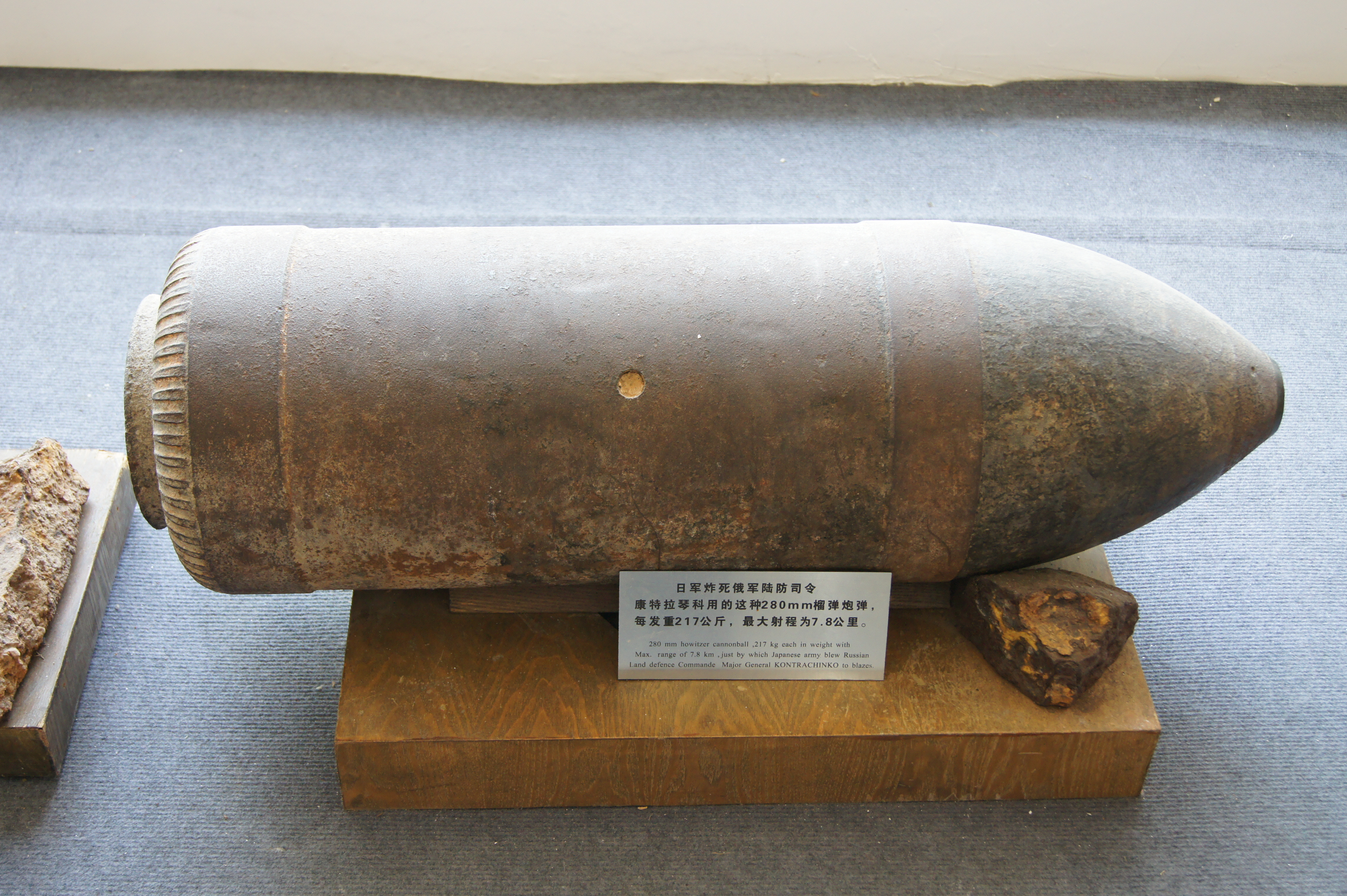
二十八糎榴弾砲のものとされる砲弾（旅順日露戦争陳列館展示）

二十八糎榴弾砲は1884年（明治17年）に大阪砲兵工廠がイタリア式28cm榴弾砲を参考に試製したものであり、1886年（明治19年）に大阪府信太山にて射撃試験を行い優秀な性能が認められ、1887年（明治20年）の海岸砲制式審査を経て、1892年（明治25年）に制式制定され量産された。砲身は鋳鉄製で、砲身後半に鋼鉄製の箍を二重に嵌め、弾頭部を焼き入れした（堅鉄弾）。
本砲の英語文献などでは「クルップ11インチ攻城榴弾砲(Krupp 11-inch siege howitzers)」と表記されることが多いが、実際には英国アームストロング ホイットワース社設計の砲であり、製造は大阪砲兵工廠の手による国産である。原型となったクルップ社の砲は「280mm榴弾砲(280mm Haubitzen)」と称し臼砲ではなく、帝国陸軍における制式名称も「二十八糎榴弾砲」で榴弾砲と明示しているが、その大口径と砲身形状から一般的に臼砲に分類されることも多い。
大口径砲かつ19世紀末の火砲であるため、砲弾の装填は砲身を水平にしてクレーンで吊り上げた砲弾を人力で押し込んでから装薬を入れる後装式であり、発射速度は高くない。閉鎖機は砲身と連結されておらず、装填等のために閉鎖を解かれた閉鎖機は、砲身・砲架とは別部品である撑転架に乗せたうえで砲身から分離される。
東京湾要塞第一海堡には、建設当初、14門の同砲が設置されていた（ほか、十二糎加農砲が隠顕砲架・攻城砲架各2門、一九糎加農砲1門）。
日露戦争時はバルチック艦隊の極東派遣が現実のものとなった1904年（明治37年）8月5日、大本営は朝鮮海峡の制海権を確実にするために、東京湾要塞・芸予要塞に設置されている同砲を、朝鮮半島鎮海湾と対馬大口湾に移設することを決定した。

### 攻城砲
日露戦争の旅順攻囲戦では攻城砲として使用された。
1904年（明治37年）の8月21日の旅順要塞総攻撃が失敗後、寺内正毅陸軍大臣はかねてより同砲を攻城に用いることを主張していた有坂成章技術審査部長を招き意見を聞き、この意見を採用することを決断し、山縣有朋参謀総長と協議して、先に移設予定の同砲のうち6門を旅順に送ることを決定した。この6門は9月上旬に第三軍に送られた。その後9月23日に満州軍総司令部から6門の追加要請、更に10月3日に6門が追加要請され、合計18門が旅順に送られた。

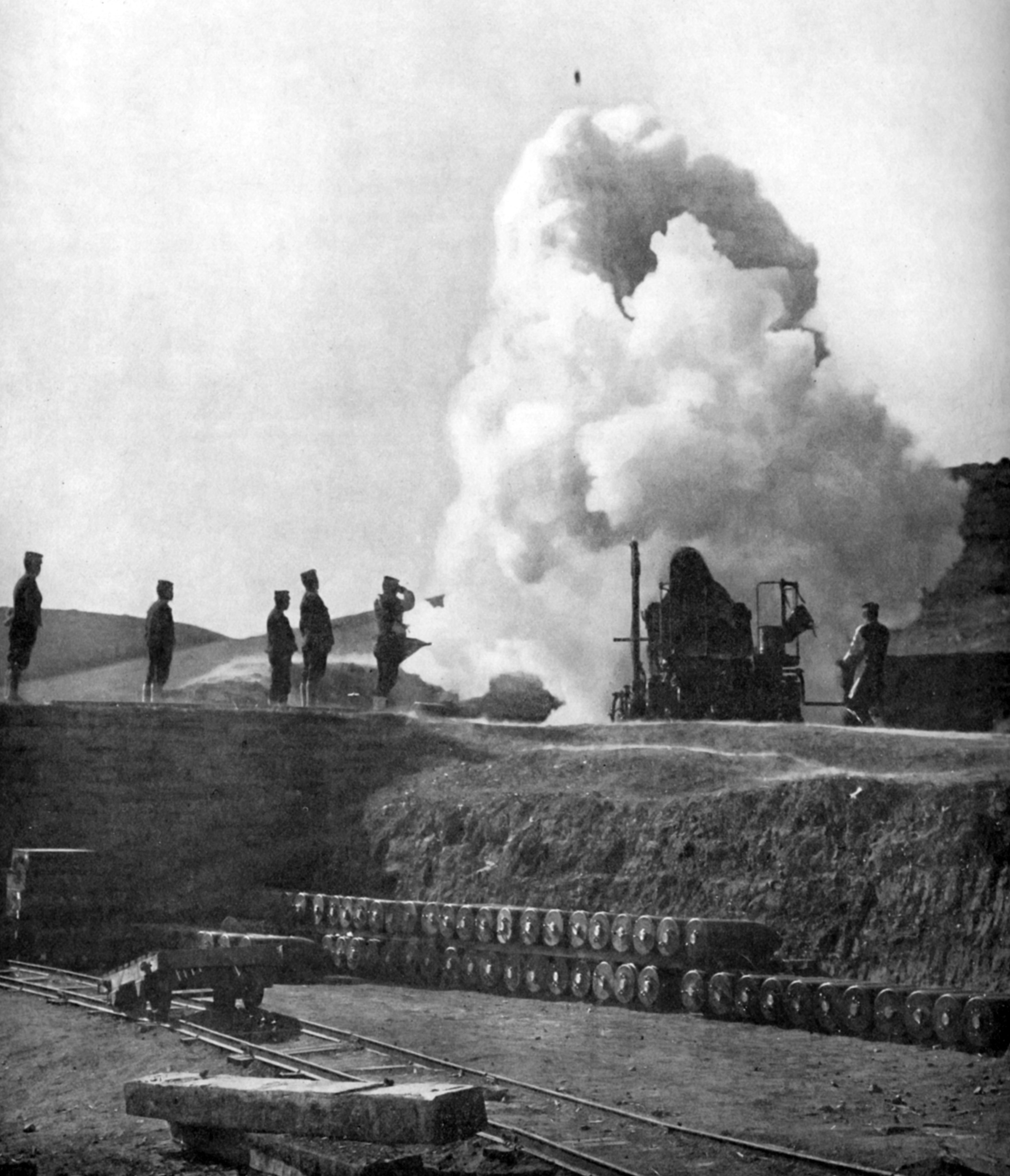
日露戦争において第三軍が使用している二十八糎榴弾砲。射撃直後の写真であり、砲口を離れたばかりの砲弾が見える。手前には砲弾が積まれている

旅順攻囲戦では最終的に18門が投入され（徒歩砲兵（重砲兵）により運用）、延べ16,940発を発射した。砲床には本来のコンクリートに代えて木材を用い、旅順攻略において3週間かかるといわれた砲床構築を徒歩砲兵は9日で完成させ、6門にてロシア軍陣地に大打撃を与えた。本砲用の砲弾はあらかじめ海岸要塞用に備蓄されていたため、開戦後の増産を待つ必要もなく、このことも迅速な投入の一因となった。
さらに観測点となる高地の奪取後は旅順湾内に停泊するロシア海軍旅順艦隊（第1太平洋艦隊）に対し砲撃を行った。実際の砲撃では砲弾は艦船の艦底をほとんど貫通できず、水中弾が与えた損傷程度の限定的な効力にとどまった。旅順艦隊側の艦船の着底も、自ら被害を抑えるために、弾薬を陸揚げしたうえで注水・着底させたたものだった。ただし当時は旅順艦隊をほぼ殲滅することに成功し、のちの日本海海戦における海軍の勝利に大きく寄与したとされた。旅順降伏後の二十八糎榴弾砲は、元来は要塞砲でありながら、日露戦争の陸戦における最終決戦（会戦）である奉天会戦にも引き続き投入され活躍している。
本砲の原型となったイタリア式28cm榴弾砲はドイツのクルップ社の榴弾砲を原型とし、また旅順で日本軍と対峙したロシア軍はクルップ社の28センチ榴弾砲（克式二十八糎榴弾砲）を使用していた。両者の砲弾の寸法は同一で、砲身施条の旋転方向が異なる（クルップ砲が右回り、本砲が左回り）程度であり、日露双方でほぼ同じ規格の火砲・砲弾が使用されるという結果となった。ただし日本軍が用いた砲弾は元来対艦船用であり、柔らかい地面に着弾すると不発となる例が多かった。そうした不発弾をロシア軍が掘り出して47mm速射砲用の信管を付け、自軍のクルップ砲で撃ち返したところ、不発が起きなかったという珍事まで起きている。
帝国陸軍は日露戦争を通じて大口径重砲の運用経験とその価値を知るところとなり、日露戦争後には本砲の後続的攻城砲・海岸砲として四五式二十四糎榴弾砲・七年式三十糎榴弾砲が開発され、両砲は第二次世界大戦まで運用されている。
日露戦争後、一部の二十八糎榴弾砲は靖国神社に展示され、重砲兵関係の徽章に本砲身の意匠が用いられるなど、日露戦争において日本軍を代表する兵器のひとつとして日本人には馴染み深い火砲となった。戦後には映画（『二百三高地』など）撮影用等の大道具として複製品も作られている。
第一次世界大戦では青島の戦いに6門が投入された。また同じ連合国軍であるロシア軍に24門が譲渡され、クロンシュタットとグロドノの要塞に配備されてドイツ軍との戦闘で運用されている。
昭和に入ってからは本砲の砲床と砲牽引の研究が進み、九五式十三瓲牽引車（砲兵トラクター）で10km/hでの牽引が可能となり、関東軍により黒竜江沿岸に12門を展開した時点では12時間で砲列を布き砲戦が可能となっていた。しかしながら1930年代当時には既に砲自体が旧式化しており、帝国陸軍においても多くの二十八糎榴弾砲は後続の新鋭火砲に改編されていた。
二十八糎榴弾砲が最後に野戦投入されたのは日中戦争（支那事変）中の1939年（昭和14年）11月3日に行われた潼関砲撃作戦であり、同作戦では国民革命軍の重砲が守備する援蒋ルートたる隴海線の遮断を目的に、臨時的に動員された本砲2門を含む22門（九六式十五糎榴弾砲・九二式十糎加農など）が投入され砲撃を行い戦果をあげている。本砲はその後も各地の要塞砲として残され、本土決戦に備えている間に終戦を迎えた。